# Paper (Krayzie Bone)
Paper è il secondo singolo del rapper Krayzie Bone, estratto dall'album Thug Mentality 1999.
Layzie Bone fa un'apparizione nel videoclip.

## Tracce
1. Paper (Radio Edit Clean)
2. Paper (Radio Clean)
3. Paper (TV Track)
4. Paper (Instrumental)
5. Paper (A capella)
6. Street People (Clean Version)
7. Street People (LP Version)
8. Street People (Instrumental)
9. Street People (A capella)